# Mario Reynaldo Cesco
| 7808 Bagould   | 5 aprile 1976    |
| 8780 Forte     | 13 giugno 1975   |
| 9515 Dubner    | 5 settembre 1975 |
| 11441 Anadiego | 31 dicembre 1975 |

Mario Reynaldo Cesco (...) è un astronomo argentino.
Era figlio di Carlos Ulrrico Cesco e nipote di Ronaldo P. Cesco, entrambi astronomi anch'essi.
Il Minor Planet Center gli accredita la scoperta di sei asteroidi, effettuate tra il 1974 e il 1976.